# Bad Behaviour (TV-serie)
Bad Behaviour är en australisk dramaserie vars första säsong hade premiär den 17 februari 2023. Första säsongen bestod av fyra avsnitt. Serien är baserad på Rebecca Starfords roman med samma namn. Serien hade premiär på Viaplay den 22 augusti 2023.

## Handling
Serien kretsar kring 25-åriga Joanna Mackenzie som när hon träffar sin gamla skolkamrat Alice Kang återfår minnena från de år de tillbringade tillsammans på skolan Silver Creek.

## Rollista (i urval)
- Jana McKinnon – Jo Mackenzie
- Markella Kavenagh – Portia
- Yerin Ha – Alice
- Erana James – Ronnie
- Dan Spielman – Keith Mackenzie
- Diana Glenn – Caroline Mackenzie
- Tuuli Narkle – Miss Lacey
- Mantshologane Maile – Ruby
- Melissa Kahraman – Briohny
- Daya Czepanski – Saskia